# Phoebe in Wonderland
Pour plus de détails, voir Fiche technique et Distribution.
Phoebe in Wonderland est un film américain réalisé par Daniel Barnz, sorti en 2008.

## Fiche technique
- Titre original : Phoebe in Wonderland
- Réalisation : Daniel Barnz
- Scénario : Daniel Barnz
- Direction artistique : Peter Baran
- Décors : Thérèse DePrez
- Costumes : Kurt and Bart
- Photographie : Bobby Bukowski
- Montage : Robert Hoffman
- Musique : Christophe Beck
- Production : Ben Barnz, Lynette Howell
  - Production déléguée : Doug Dey, Chris Finazzo
  - Production associée : Nissa Ren Cannon
  - Coproduction : George Paaswell
- Société(s) de production : Silverwood Films
- Société(s) de distribution :  THINKFilm
- Pays d'origine : États-Unis
- Année : 2008
- Langue originale : anglais
- Format : couleur – 35 mm – 2,35:1 – Dolby Digital – DTS
- Genre : drame
- Durée : 96 minutes
- Dates de sortie : 
  -  États-Unis : 20 janvier 2008 (Festival du film de Sundance)

## Distribution
- Elle Fanning : Phoebe Lichten
- Felicity Huffman : Hillary Lichten
- Patricia Clarkson : Miss Dodger
- Bill Pullman : Peter Lichten
- Campbell Scott : Principal Davis
- Ian Colletti : Jamie
- Tessa Albertson : Alice
- Bailee Madison : Olivia Lichten
- Peter Gerety : Dr Miles / Humpty Dumpty
- Madhur Jaffrey : Miss Reiter
- Gracie Bea Lawrence : Julie
- Maddie Corman : 1st Teacher / White Rabbit
- Max Baker : 2nd Teacher / King of Hearts
- Mackenzie Milone : Sally
- Austin Williams : Tommy
- Teala Dunn : Jenny
- Caitlin Sanchez : Monica